# Улица Николая Шепелева (Киев)
Николая Шепелева (укр. Вулиця Миколи Шепелєва) — улица в Соломенском (до 2001 г. — Жовтневом) районе Киева, проходит через местности Пост-Волынский и Новокараваевы дачи. Пролегает между Отрадным проспектом и отрезком железной дороги станция Киев-Волынский — станция Караваевы дачи.

## История
Улица возникла в конце 1940-х годов под названием 142-я Новая, а с 1944 года — Автогенная.
Современное название существует с 1975 года, данное в честь Героя Советского Союза Шепелева Николая Гавриловича. Застройка в начале улицы промышленная, а в середине и конце разнотипная жилая — от отдельных усадебных участков, 2-этажных многоквартирных домов и до 14-этажных высотных домов.

## Учреждения
- Киевское профессиональное училище строительства и дизайна (дом № 3)
- Центр переподготовки и повышения квалификации управленческих кадров Государственной налоговой службы Украины (дом № 3-А)
- Библиотека семейного чтения имени Олеся Гончара (дом № 13)